# Regole di Slater
Le regole di Slater, teorizzate dal fisico e chimico statunitense John C. Slater, permettono di stimare in via del tutto empirica di quanto un elettrone in un certo orbitale sia schermato e quindi quale sia la carica nucleare efficace di cui risente.

## Le regole
La configurazione elettronica deve essere scritta raggruppando gli orbitali per {gruppo}, entro parentesi graffe, secondo il seguente schema (questi {gruppi} non vanno confusi con i 18 Gruppi IUPAC degli Elementi della Tavola periodica, ricordando che la sequenza di riempimento dei livelli energetici per gli atomi polielettronici è diversa da quella riportata nel seguito, che è quella dell'idrogeno e degli atomi idrogenoidi):
```
{1s},{2s,2p},{3s,3p},{3d},{4s,4p},{4d},{4f},{5s,5p}.....
```

1. Elettroni che appartengono a gruppi superiori rispetto a quello occupato dall'elettrone in esame non danno alcun contributo allo schermaggio.
2. Se l'elettrone in esame è in un orbitale ns o np, valgono le presenti considerazioni:
  1. ogni altro elettrone del gruppo {ns,np} dà un contributo pari a 0,35 allo schermaggio, tranne per il gruppo {1s} che contribuisce per 0,30;
  2. ogni elettrone del guscio (n − 1) dà un contributo pari a 0,85;
  3. ogni elettrone del guscio (n − 2) o inferiori dà un contributo pari a 1,00.
3. Se l'elettrone in esame è in un orbitale nd o nf, valgono le presenti considerazioni:
  1. gli altri elettroni del gruppo {nd} o {nf} danno contributo pari a 0,35;
  2. gli elettroni di tutti i gruppi sottostanti contribuiscono per 1,00.

## Esempio di applicazione
Il seguente esempio chiarifica l'applicazione delle regole di Slater:
- Calcolo della costante di schermo per un elettrone dell'orbitale 4s dell'atomo di calcio: il calcio ha Z = 20 e configurazione elettronica:

```
1s

  

    

      

        

          

          

          

            
2

          

        

      

    

    
{\displaystyle {}^{2}}

  

2s

  

    

      

        

          

          

          

            
2

          

        

      

    

    
{\displaystyle {}^{2}}

  

2p

  

    

      

        

          

          

          

            
6

          

        

      

    

    
{\displaystyle {}^{6}}

  

3s

  

    

      

        

          

          

          

            
2

          

        

      

    

    
{\displaystyle {}^{2}}

  

3p

  

    

      

        

          

          

          

            
6

          

        

      

    

    
{\displaystyle {}^{6}}

  

4s

  

    

      

        

          

          

          

            
2

          

        

      

    

    
{\displaystyle {}^{2}}

  

```

La costante di schermo è pertanto S = 1 × 0,35 + 8 × 0,85 + 10 × 1,00 = 17,15

La carica efficace è quindi Z* = Z − S = 2,85